# 복음주의 루터교회 예배
복음주의 루터교회 예배(영어: Evangelical Lutheran Worship)는 미국 복음주의 루터교회의 예식서 곧 루터교회 예전의 기준이다. 미국 복음주의 루터교회(Evangelical Lutheran Church in America)와 캐나다 복음주의 루터교회(the Evangelical Lutheran Church in Canada)에서 쓴다. 10가지 성만찬 예식, 3가지 성무일과(아침, 저녁, 밤 기도), 세례예식, 교회력(재의 수요일, 성지주일 등), 루터의 소요리 문답,150개의 시편, 말씀전례가 나와 있다.